# Alphonse Yombi
Ayakan Alphonse Yombi (né le 30 juin 1969 à Yaoundé au Cameroun) est un joueur de football international camerounais qui évoluait au poste de défenseur.

## Biographie

### Carrière en sélection
Alphonse Yombi reçoit 38 sélections en équipe du Cameroun[réf. nécessaire].
Il dispute trois matchs rentrant dans le cadre des éliminatoires du mondial 1994, contre le Zaïre, la Guinée, et le Zimbabwe.
Il participe avec l'équipe du Cameroun à la Coupe du monde de 1990. Lors du mondial organisé en Italie, il ne joue aucun match.